# Günter Lüling
Günter Lüling, né le 25 octobre 1928 à Varna en Bulgarie, et mort le 10 septembre 2014, est un théologien, islamologue, philosophe et philologue allemand. C'est un petit cousin de l'orientaliste Hans Heinrich Schaeder.

## Biographie
Fils d'un missionnaire allemand, il est élevé en Allemagne. À l'âge de 14 ans, il est sanctionné pour avoir refusé d'exercer des responsabilités au sein de la Hitlerjugend. Il sera plus tard prisonnier de guerre.[réf. nécessaire]
Il passe son baccalauréat en 1949 et entreprend des études de théologie protestante, de l'Ancien Testament, du latin, du grec, de l'araméen et de l'arabe et passe son diplôme en 1957. Il se marie en 1960 avec Hannelore qui deviendra sa collaboratrice.
De 1962 à 1965, Lüling dirige le Goethe-Institut d'Alep, où il apprend l'arabe dialectal. À son retour en Allemagne, il travaille comme assistant à l'université et, en 1970, il présente sa thèse sur l'interprétation de quelques sourates comme anciens hymnes chrétiens d'origine arienne. L'œuvre reçoit la meilleure note (eximium opus), équivalent théoriquement à son acceptation automatique. Toutefois, le chercheur orientaliste Anton Spitaler obtient l'exclusion de Lüling, qui doit abandonner l'Université. Deux ans plus tard, une version augmentée de la même thèse est refusée à nouveau. Il décide de publier à compte d'auteur Sur le Coran primitif. Il continue par la suite à travailler comme chercheur autonome.

## Œuvre
- Über den Ur-Qur'an (Sur le Coran primitif), Erlangen, 1974 et 1993. Traduction en Anglais: A Challenge to Islam for Reformation, Motilal Banarsidas Publ., Delhi, Inde, 2003
- Die Wiederentdeckung des Propheten Mohammed (Redécouvrir le prophète Mahomet), 1981[6]
- Das Passahlamm und die Altarabische Mutter der Blutrache, die Hyäne [ZRGG 34 130-147.] (L'agneau du Passah et la mère de la revanche arabe, la hyène), 1982
- Archaische Wörter und Sachen im Wallfahrtswesen am Zionsberg [Dielheimer Blätter z. AT (DBAT) 20 (1984), 52-59](Mots et objets archaïques dans les pérégrinations du Mont Zion), 1984
- Sprache und archaisches Denken. Neun Aufsätze zur Geistes- und Religionsgeschichte (Langues et pensées archaïques). Erlangen, 1985
- Der christliche Kult an der vorislamischen Kaaba (Le culte chrétien dans la Kaaba préislamique) Erlangen, 1992